# 블라디보스토크 항공
블라디보스토크 항공(러시아어: Владивосток Авиа, 영어: Vladivostok Avia 또는 Vladivostok Air)은 극동의 블라디보스토크에 거점을 두었던 러시아의 과거 항공사로 블라디보스토크에 본사가 있었다.

## 역사
1930년대 소련은 넓은 국토의 원활한 교통 소통을 위해 국내 전 지역을 대상으로 국내공항과 항공사 설립에 집중했다. 이 같은 정부 방침에 따라 1931년 프리모르스키 지역에서 결성된 항공연구모임을 모체로 한 블라디보스토크의 지역 항공사로 설립했다. 1932년 상업 목적의 단독 비행을 시작했다. 이해부터 하바롭스크에서 블라디보스토크를 잇는 국내선 노선이 신설했다. 제2차 세계대전 동안 탄약 등 군수품을 운송하는 역할을 맡았다. 1948년 블라디보스토크와 모스크바를 잇는 국내선 노선을 신설했고 1958년 블라디보스토크에서 모스크바까지 최초로 논스톱 운항을 했다. 1994년 1월 20일 블라디보스토크에 있는 소규모 항공사와 합병을 통해 새로운 회사가 설립되면서 회사 형태를 주식회사로 변경했다. 1999년 3월 4일 국제터미널을 완공하였고 2002년 러시아의 공항 건물 업무와 공항 서비스를 제공하는 하카시야 항공을 합병하였다. 2008년 인천국제공항발 하바롭스크 공항 국제선 운항을 하고 있다.

## 사진

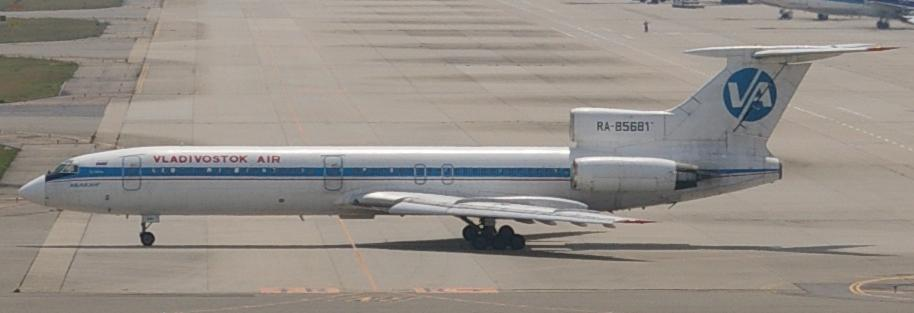
블라디보스토크 항공의 투폴레브 Tu-154M
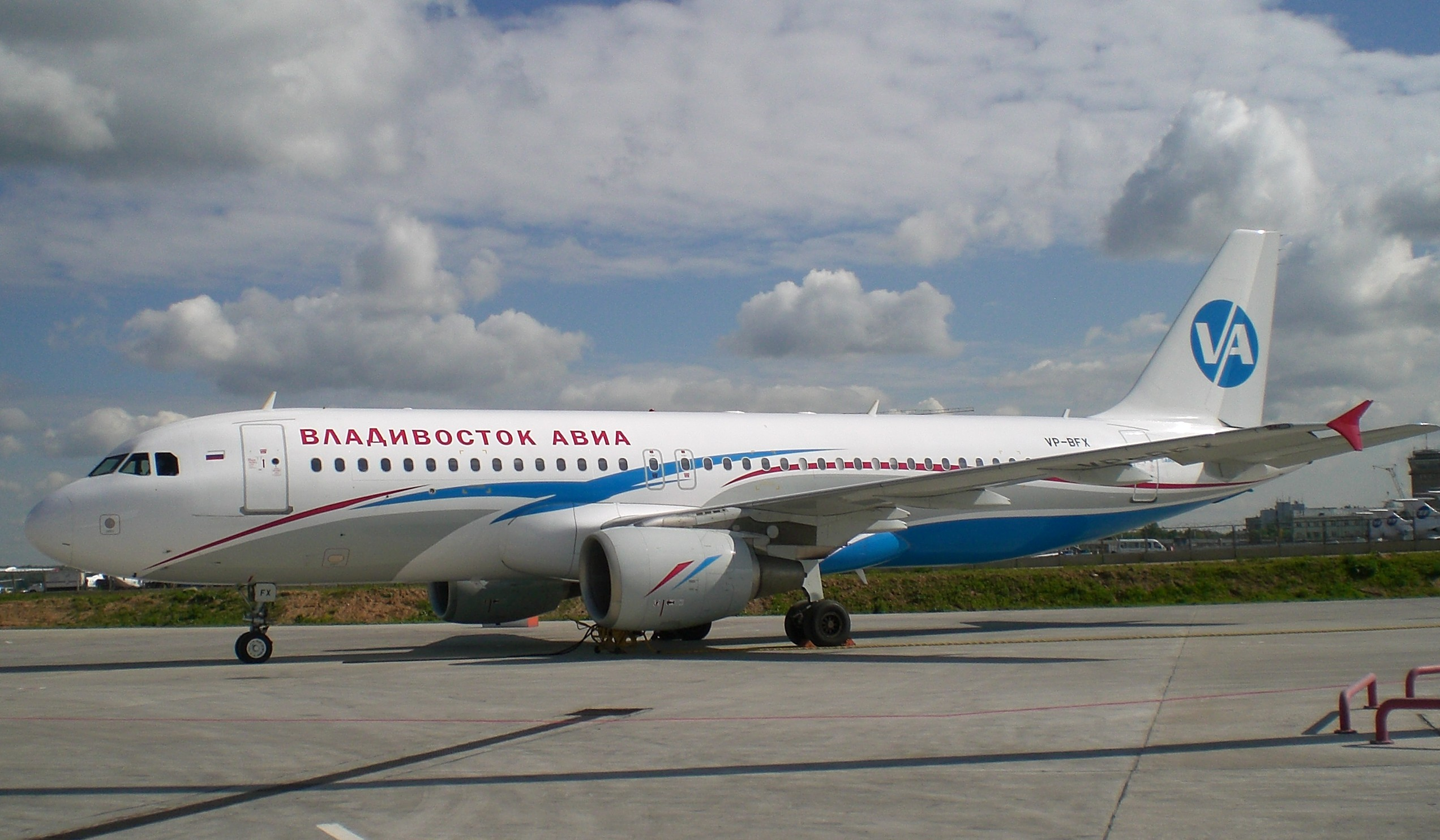
블라디보스토크 항공의 에어버스 A320-200
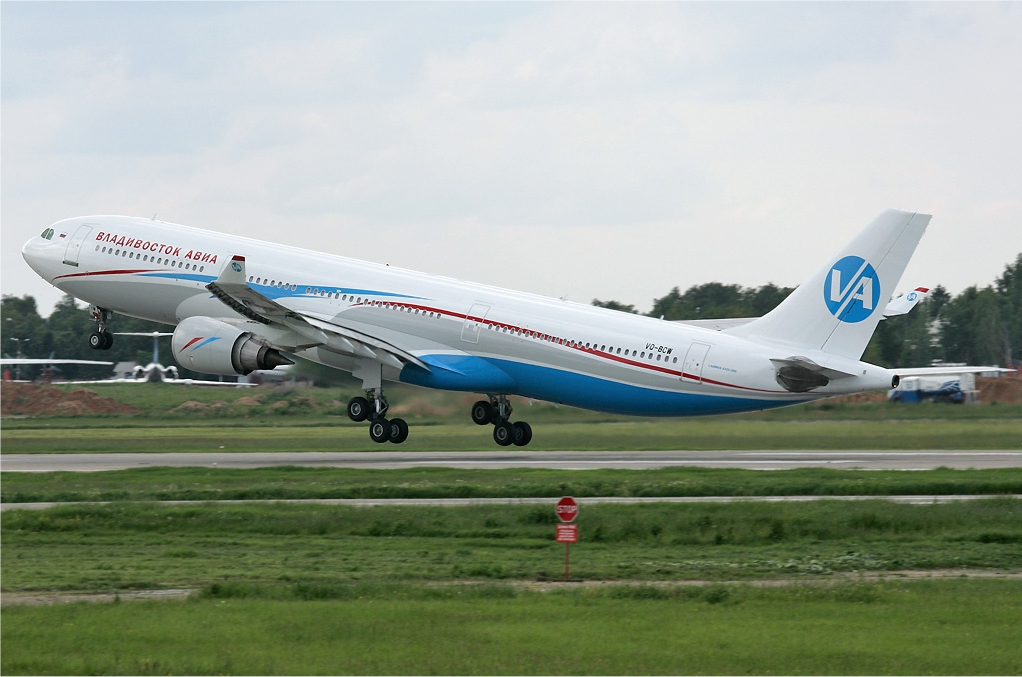
블라디보스토크 항공의 에어버스 A330-300